# Liste der Baudenkmäler in Grafrath

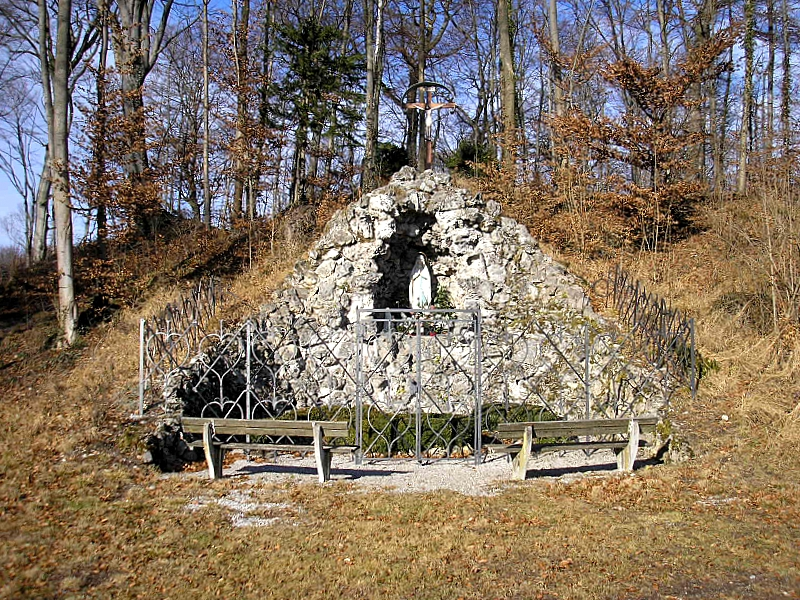
Burgstall Wildenroth

Auf dieser Seite sind die Baudenkmäler in der oberbayerischen Gemeinde Grafrath zusammengestellt. Diese Tabelle ist eine Teilliste der Liste der Baudenkmäler in Bayern. Grundlage ist die Bayerische Denkmalliste, die auf Basis des Bayerischen Denkmalschutzgesetzes vom 1. Oktober 1973 erstmals erstellt wurde und seither durch das Bayerische Landesamt für Denkmalpflege geführt wird. Die folgenden Angaben ersetzen nicht die rechtsverbindliche Auskunft der Denkmalschutzbehörde.

## Baudenkmäler nach Ortsteilen

### Grafrath
| Lage                        | Objekt                                                    | Beschreibung | Akten-Nr.              | Bild           |
| --------------------------- | --------------------------------------------------------- | --- | ---------------------- | -------------- |
| Klosterstraße (Standort)    | Katholische Wallfahrtskirche St. Rasso                    | barocker Wandpfeilerbau mit eingezogener Apsis, Gliederung der Fassade durch Pilaster und Risalite, massiver Dachreiter, von Michael Thumb, 1688–95; mit Ausstattung | D-1-79-125-1 Wikidata  | weitere Bilder |
| Klosterstraße 3 (Standort)  | Ehemaliges Benediktinerkloster, jetzt Franziskanerkloster | Konventsbau, zweigeschossiger Giebelbau mit steilem Satteldach, vor 1678; Hofmauer; Ehemalige Klosternebengebäude, langgestreckter erdgeschossiger Satteldachbau mit befenstertem Kniestock, vor 1678; Ehemalige Klosterökonomiegebäude, erdgeschossiger Massivbau mit Satteldach, vor 1678; Gang zur Kirche, massiver überdachter Verbindungsweg, vor 1678 | D-1-79-125-2 Wikidata  | weitere Bilder |
| Klosterstraße 13 (Standort) | Ehemaliger Wirtshausstadel des Klosterwirts               | langgestreckter, erdgeschossiger Satteldachbau, wohl 2. Hälfte 19. Jahrhundert (Nach dem Verkauf 2016 an einen Investor steht ein Umbau unter Berücksichtigung der Denkmalschutzauflagen an.) | D-1-79-125-28 Wikidata | weitere Bilder |

### Höfen
| Lage                  | Objekt                                               | Beschreibung | Akten-Nr.             | Bild                                                 |
| --------------------- | ---------------------------------------------------- | --- | --------------------- | ---------------------------------------------------- |
| Höfen 1, 2 (Standort) | Katholische Pfarrkirche Mariä Himmelfahrt            | spätgotischer Saalbau mit polygonalem Chorschluss und sehr mächtigem Nordturm, um 1400, um 1700 barockisiert; mit Ausstattung; Leichenhalle, kleiner Putzbau mit flachem Walmdach und Treppengiebel, im Stil des Art déco, 1920/20 | D-1-79-125-3 Wikidata | weitere Bilder                                       |
| Höfen 14 (Standort)   | Villa für Ulrich Simader (sogenanntes Schloss Höfen) | zweigeschossiger Walmdachbau mit Erker und Altane, von Josef Stadler, 1915 | D-1-79-125-4 Wikidata | Villa für Ulrich Simader (sogenanntes Schloss Höfen) |

### Mauern
| Lage                              | Objekt                                | Beschreibung | Akten-Nr.              | Bild           |
| --------------------------------- | ------------------------------------- | --- | ---------------------- | -------------- |
| Römerstraße (Standort)            | Katholische Kapelle St. Georg         | kleiner spätgotischer Saalbau mit dreiseitigem Chorschluss und Dachreiter, 1450; mit Ausstattung                                                                             | D-1-79-125-6 Wikidata  | weitere Bilder |
| Römerstraße 2 (Standort)          | Ehemaliges Herrenhaus eines Gutshofes | zweigeschossiger Massivbau mit einseitigem Halbwalmdach, zweigeschossiger, hölzerner Loggia, Fachwerkgiebel, Bodenerker und Widerkehr mit Mansarddach,1904; mit Ausstattung. | D-1-79-125-32          | BW             |
| Römerstraße 5 (Standort)          | Bauernhof                             | zweigeschossiges Wohnstallhaus mit Satteldach, 19. und Anfang 20. Jahrhundert; mit Ausstattung; Badehaus, kleiner Putzbau mit Satteldach, gleichzeitig                       | D-1-79-125-22 Wikidata | weitere Bilder |
| Vogelhausstraße 1, 1 a (Standort) | Ehemaliger Bauernhof                  | zweigeschossiger Hakenhof mit Satteldach, verputzter Ziegelbau, im Kern 18. Jahrhundert                                                                                      | D-1-79-125-23 Wikidata | weitere Bilder |

### Unteralting
| Lage                     | Objekt                                 | Beschreibung | Akten-Nr.              | Bild           |
| ------------------------ | -------------------------------------- | --- | ---------------------- | -------------- |
| Amperstraße (Standort)   | Bildstock                              | mit Pietá, 1928 | D-1-79-125-10 Wikidata | weitere Bilder |
| Pfarrstraße 1 (Standort) | Katholische Filialkirche St. Mauritius | barocker Saalbau mit eingezogenem Polygonalchor, an diesen angefügte Sakristei und Westturm, Neubau von 1768, 1825 verändert; mit Ausstattung; Friedhofsummauerung | D-1-79-125-7 Wikidata  | weitere Bilder |
| Pfarrstraße 2 (Standort) | Pfarrhaus                              | zweigeschossiger barocker Giebelbau mit Erker und Eingangshäuschen, 1756                                                                                           | D-1-79-125-8 Wikidata  | weitere Bilder |

### Wildenroth
| Lage                            | Objekt                                                 | Beschreibung | Akten-Nr.              | Bild                                                   |
| ------------------------------- | ------------------------------------------------------ | --- | ---------------------- | ------------------------------------------------------ |
| Auf der Insel (Standort)        | Katholische Kapelle St. Nikolaus                       | kleiner Saalbau mit dreiseitigem Chorschluss und massivem Dachreiter, 1778 neu errichtet; mit Ausstattung | D-1-79-125-9 Wikidata  | weitere Bilder                                         |
| Bachweg (Standort)              | Kriegerdenkmal                                         | für die Gefallenen der beiden Weltkriege, Stele in einem Ehrenrund aufgestellt, um 1920 | D-1-79-125-18 Wikidata | weitere Bilder                                         |
| Bachweg (Standort)              | Wegkreuz                                               | Holzkreuz mit gusseisernem Corpus, 2. Hälfte 19. Jahrhundert | D-1-79-125-17 Wikidata | Wegkreuz                                               |
| Badstraße 19 (Standort)         | Ehemaliges Kleinbauernhaus                             | erdgeschossiger Einfirsthof mit Satteldach, 1. Hälfte 19. Jahrhundert | D-1-79-125-11 Wikidata | Ehemaliges Kleinbauernhaus                             |
| Bahnhofstraße 52 (Standort)     | Landhaus des Forstwissenschaftlers Prof. Heinrich Mayr | zweigeschossiger Villenbau mit Balkonen, Flankentürmchen, Polygonalerker und Krüppelwalmdach, von Maurermeister Johann Pittrich im Heimatstil, 1901; Einfriedung und Substruktion, gleichzeitig                                                                           | D-1-79-125-20 Wikidata | Landhaus des Forstwissenschaftlers Prof. Heinrich Mayr |
| Bahnhofstraße 61 (Standort)     | Villa                                                  | zweigeschossiger Putzbau mit Krüppelwalmdach, Terrasse, mehreren Balkonen und ausgesägten Verzierungen am Ortgang, von Johann Pittrich, 1899 | D-1-79-125-16 Wikidata | weitere Bilder                                         |
| Höhenroth 1, 2, 3 (Standort)    | Villa (sogenanntes Schloss Höhenroth)                  | stattliche Neubarockvilla mit Kuppelturm und Schweifgiebel, 1869 ff., weitere Ausbauten 1907 durch Architekt Julius Loew und 1912 durch Architekt Raoul Frank für Nikolaus Graf Pückler; Toreinfahrt, massive Pfeiler mit schmiedeeisernem Tor, 2. Hälfte 19. Jahrhundert | D-1-79-125-14 Wikidata | Villa (sogenanntes Schloss Höhenroth)                  |
| Kirchweg (Standort)             | Herz-Jesu-Kapelle                                      | kleiner Putzbau mit eingezogenem Polygonalchor und Dachreiter, bez. 1898 | D-1-79-125-27 Wikidata | weitere Bilder                                         |
| Kirchweg 23 (Standort)          | Villa (ehemals Stützel)                                | 1907 von J. A. Weitauer erbaut, neubarocke Fassade mit originalen Dachgauben; Terrassenanlagen | D-1-79-125-25 Wikidata | Villa (ehemals Stützel)                                |
| Marthashofen 4 (Standort)       | Villa (ehemals Kalb)                                   | zweigeschossig mit neubarocker Giebelfront und Holzveranda vor dem Eingang, von Martin Dülfer, 1895, Erweiterungen um 1910; Teepavillon im Garten, gleichzeitig | D-1-79-125-5 Wikidata  | weitere Bilder                                         |
| Mauerner Straße 2 (Standort)    | Ehemaliges Gasthaus (sogenannter Alter Wirt)           | zweigeschossiger Putzbau mit Halbwalmdach, im Kern 18. Jahrhundert | D-1-79-125-15 Wikidata | weitere Bilder                                         |
| Theresienhöhe (Standort)        | Kapelle St. Leonhard                                   | Putzbau mit rundem Chorschluss und Dachreiter, 1900 | D-1-79-125-26 Wikidata | weitere Bilder                                         |
| Theresienhöhe (Standort)        | Lourdesgrotte                                          | kleine Anlage auf dem Kapellenberg, 1896 | D-1-79-125-29 Wikidata | Lourdesgrotte                                          |
| Theresienhöhe (Standort)        | Rasso-Denkmal                                          | Obelisk auf hohem Postament, bezeichnet 1900 | D-1-79-125-31 Wikidata | Rasso-Denkmal                                          |
| Villenstraße Nord 33 (Standort) | Landhaus                                               | zweigeschossiger Flachsatteldachbau mit Loggien, nach Planung von Maurermeister Johann Pittrich im sogenannten Schweizer Stil, 1902 | D-1-79-125-21 Wikidata | weitere Bilder                                         |
| Villenstraße Süd 66 (Standort)  | Villa (ehemals von Hartz)                              | dreiflügeliger neubarocker Mansardwalmdachbau mit reicher Putzgliederung, nach Planung von Baumeister Adam,1892/97: Einfriedung, massiv, gleichzeitig | D-1-79-125-19 Wikidata | Villa (ehemals von Hartz)                              |

## Abgegangene Baudenkmäler
In diesem Abschnitt sind Objekte aufgeführt, die früher einmal in der Denkmalliste eingetragen waren, jetzt aber nicht mehr existieren, z. B. weil sie abgebrochen wurden. Aktennummern in diesem Abschnitt sind ehemalige, jetzt nicht mehr gültige Aktennummern.

| Lage                               | Objekt               | Beschreibung    | Akten-Nr. | Bild                 |
| ---------------------------------- | -------------------- | --------------- | --------- | -------------------- |
| Wildenroth Badstraße 27 (Standort) | Geschnitzte Holztüre | bezeichnet 1811 |           | Geschnitzte Holztüre |